# Leucania jutka
Leucania jutka är en fjärilsart som beskrevs av Márton Hreblay 1989. Leucania jutka ingår i släktet Leucania och familjen nattflyn. Inga underarter finns listade i Catalogue of Life.